# Carmiña Masi
Carmiña Masi (Asunción; 1 de junio de 1986) es una presentadora de televisión y locutora de radio paraguaya. Se hizo conocida por haber participado en tres temporadas (2012, 2013 y 2014) y posteriormente de jurado (2017 y 2019) del Baila Conmigo Paraguay emitido por Telefuturo, jurado del programa La academia y panelista de TeleShow. Actualmente trabaja para el canal GEN del Grupo Cartes.

## Carrera

### Radio
- Radio Venus (2004-2016)
- Radio Urbana (2017-2019)
- Rock and Pop (2019-presente)

### Televisión
- No Somos Ángeles (panelista) 2012-2015
- La Academia Paraguay-El Debate (Panelista) 2013
- TeleShow (Panelista) 2016-2019
- Teleshow + (Conductora) 2018-2019
- Revelados (Panelista) 2016
- Baila Conmigo Paraguay (participante 2012-eliminada en semifinales)
- Baila Conmigo Paraguay (participante 2013-eliminada en cuartos de final)
- Baila Conmigo Paraguay (participantes 2014-eliminada en semifinales)
- Baila Conmigo Paraguay (participación especial 2015-disco en trío junto a Malala Olitte)
- Yo me Llamo Paraguay (jurado) 2018
- Baila Conmigo Paraguay (jurado) 2017 y 2019
- Canal GEN (2020-actualmente)

#### Baila Conmigo Paraguay
Debido a su mediática participación como panelista de No Somos Ángeles (programa emitido entre 2012 y 2015), fue convocada para participar del Baila Conmigo Paraguay en el 2012, en el cual llegó hasta las semifinales dejando fuera del programa, en los cuartos de finales, a Claudia de Andrade y posteriormente quedó eliminada en semifinales por la cantante Fabisol Garcete.
En el 2013 volvió a participar de dicho concurso, esta vez quedó eliminada en los cuartos de final por el cantante Edgar Camarasa (con quien posteriormente confirmó su noviazgo). En 2014 fue convocada de nuevo a participar junto a su entonces novio Edgar Camarasa. Pasó por una instancia telefónica eliminando a la modelo Jennifer Ruiz Díaz faltando dos galas para los cuartos de final. Ya en dicha instancia eliminó a Larissa Riquelme y posteriormente en semifinales salió del programa tras competir con los cantantes Mariela Bogado y José María López. En el 2017 y 2019 volvió a ser convocada pero como jurado de la competencia. En 2019 fue desvinculada del canal debido a un fuerte cruce con el actor cubano Mario Cimarro.
En el 2015 hizo una participación especial como invitada en el disco "En Trío" junto a Malala Olitte.

## Controversia con el idioma guaraní
En el año 2011, Carmiña trabajaba como locutora en un programa de la emisora Venus 105.1 FM. En ese momento no era conocida como una figura de medios de Paraguay hasta que el 12 de abril de 2011 publicó en su cuenta de Twitter un mensaje referente al Guaraní (idioma oficial del Paraguay) que se viralizó y llegó a ser tema de conversación en todo el territorio y hasta en Argentina.
El tuit decía "Si es cierto lo del Guaraní y el SNT aplaudo totalmente! Basta de mandioca. Excelente!". El tuit hacía referencia al rumor de que el Canal 9 dejaría de utilizar la lengua paraguaya en sus transmisiones. La publicación de la locutora fue tomada por el público como una ofensa.

### Repercusiones
Tanta fue la indignación que la empresa de telefonía Personal confirmó su desvinculación al programa llamado "Los Hits de Venus", el cual ella conducía. Al comienzo parecía que los propietarios de la radio apoyaban a Carmiña Masi en toda la controversia hasta que se vieron obligados a echarla unos meses después por no contar con marcas que quieran formar parte de los espacios en donde ella estaba.
La Facultad de Filosofía y Ciencias Humanas de la Universidad Católica de Asunción lanzó un comunicado tan solo días después del inicio de la controversia donde pidieron disculpas por las declaraciones de Carmiña, ya que ella fue alumna de la institución.
El 13 de abril de 2011, Álvaro Fontana, presidente del Observatorio de la discriminación en América Latina y exvicepresidente del INADI; y Carolina Romero de Mutual de Mujeres Paraguayas, ambos desde Buenos Aires, Argentina, enviaron una carta al Ministro de la Secretaría de Información y Comunicación para el Desarrollo (SICOM), Augusto Dos Santos, con copia al presidente Fernando Lugo, repudiando los dichos de Masi. Esta noticia colocó la controversia a un nivel internacional nunca antes visto en Paraguay.
El 14 de abril de 2011 Carmiña pidió disculpas a través de Twitter.